# コヒオドシ

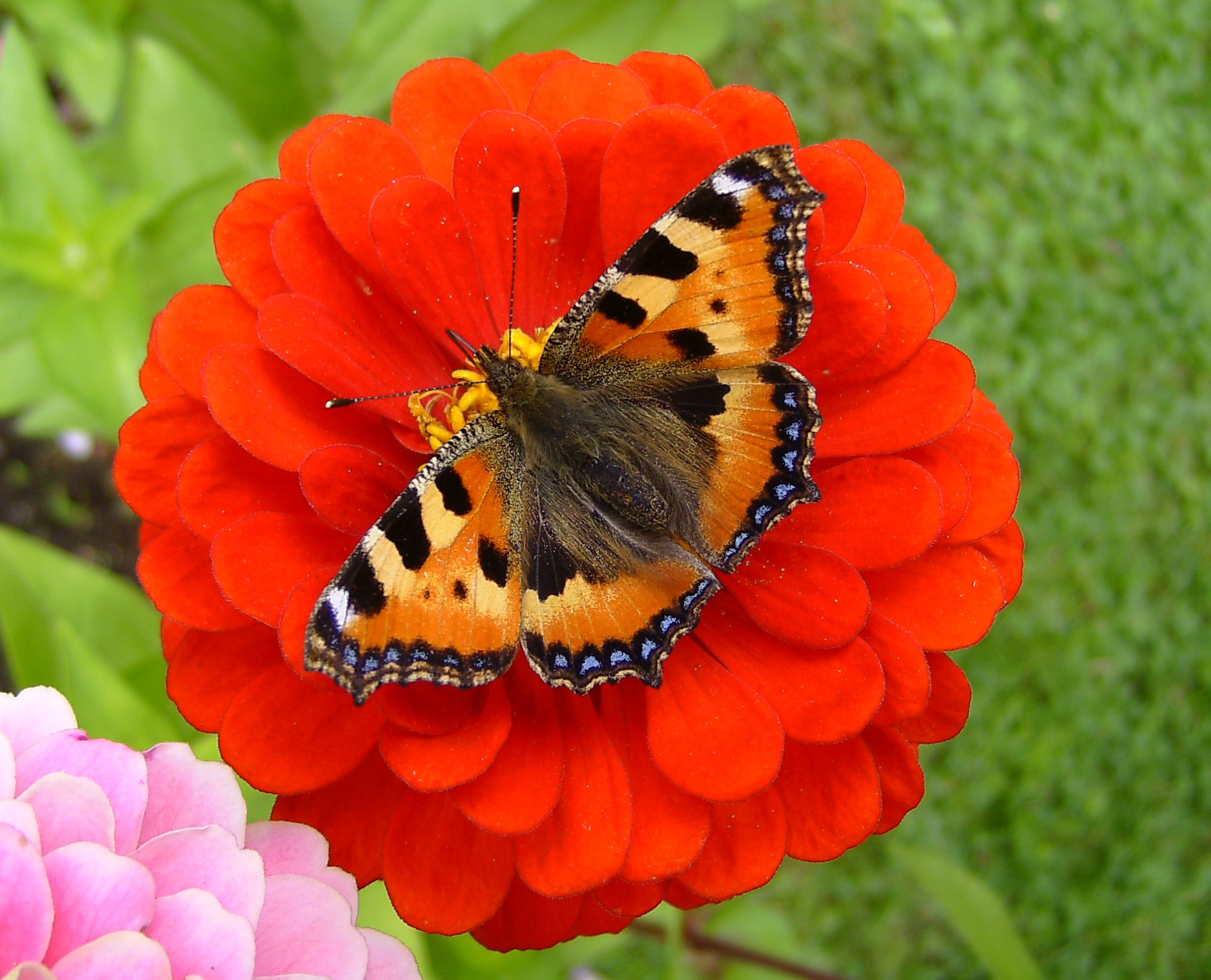
Aglais urticae

コヒオドシ（小緋縅、学名: Aglais urticae）は、チョウ目（鱗翅目）アゲハチョウ上科タテハチョウ科に属するチョウの一種。

## 概要
ヒオドシチョウに似るが、地色は濃く、オレンジ色はくすんだような色となり、後翅外縁に沿って並ぶ青色の斑紋は鮮やか。後翅後縁から翅の付け根にかけてはタテハチョウ類らしく毛がたくさん生える。前翅後縁はキタテハやシータテハのようにえぐれず直線的。触角は棍棒状で、先端は白くなる。飛び方は敏捷。ヒオドシとはあまり近い関係ではなく、本種はより冷涼気候を求め、また樹液や腐果を好むヒオドシに対し本種は花によく集まるなど生態的に違いが見られる。

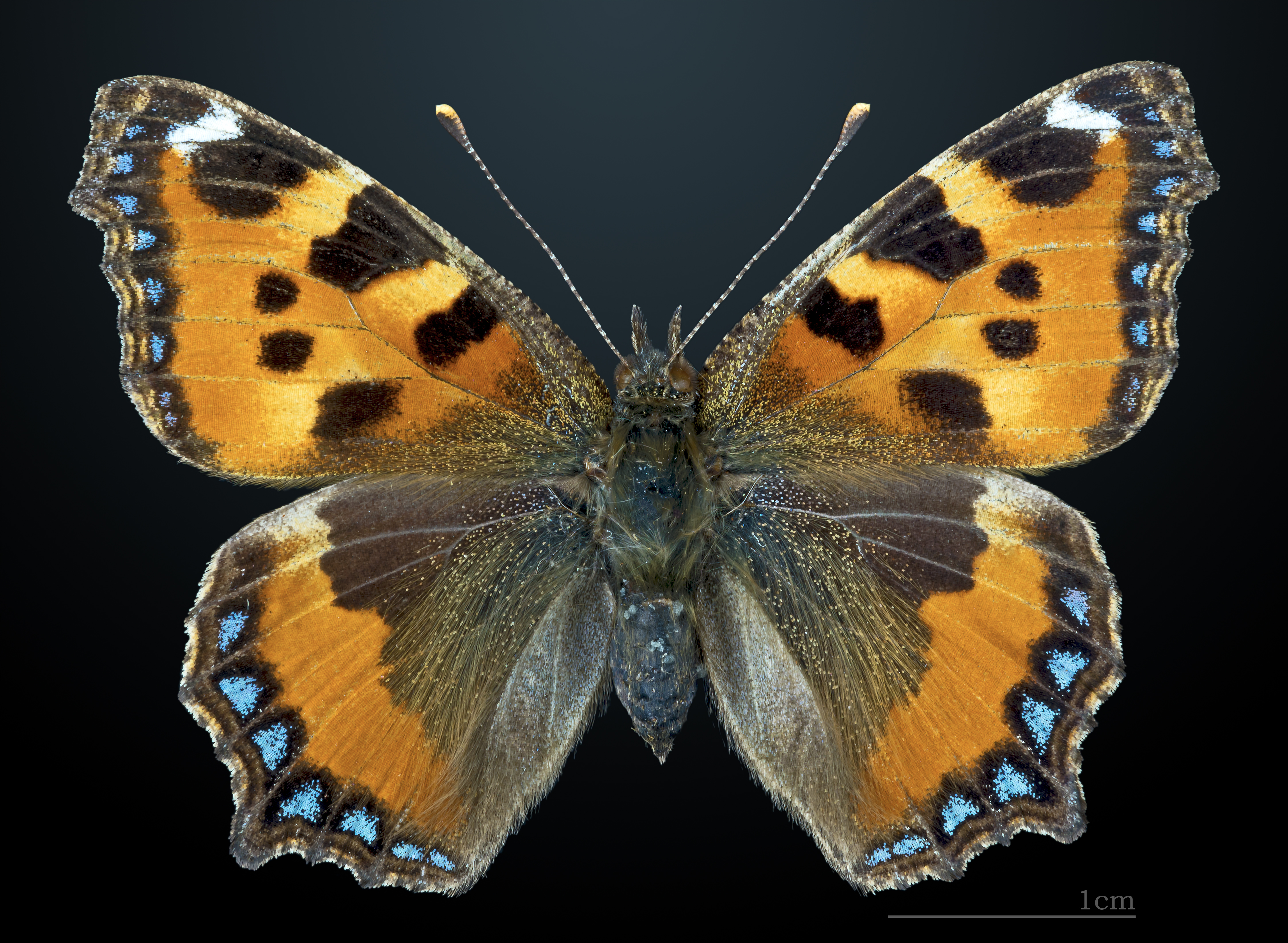
Aglais urticae
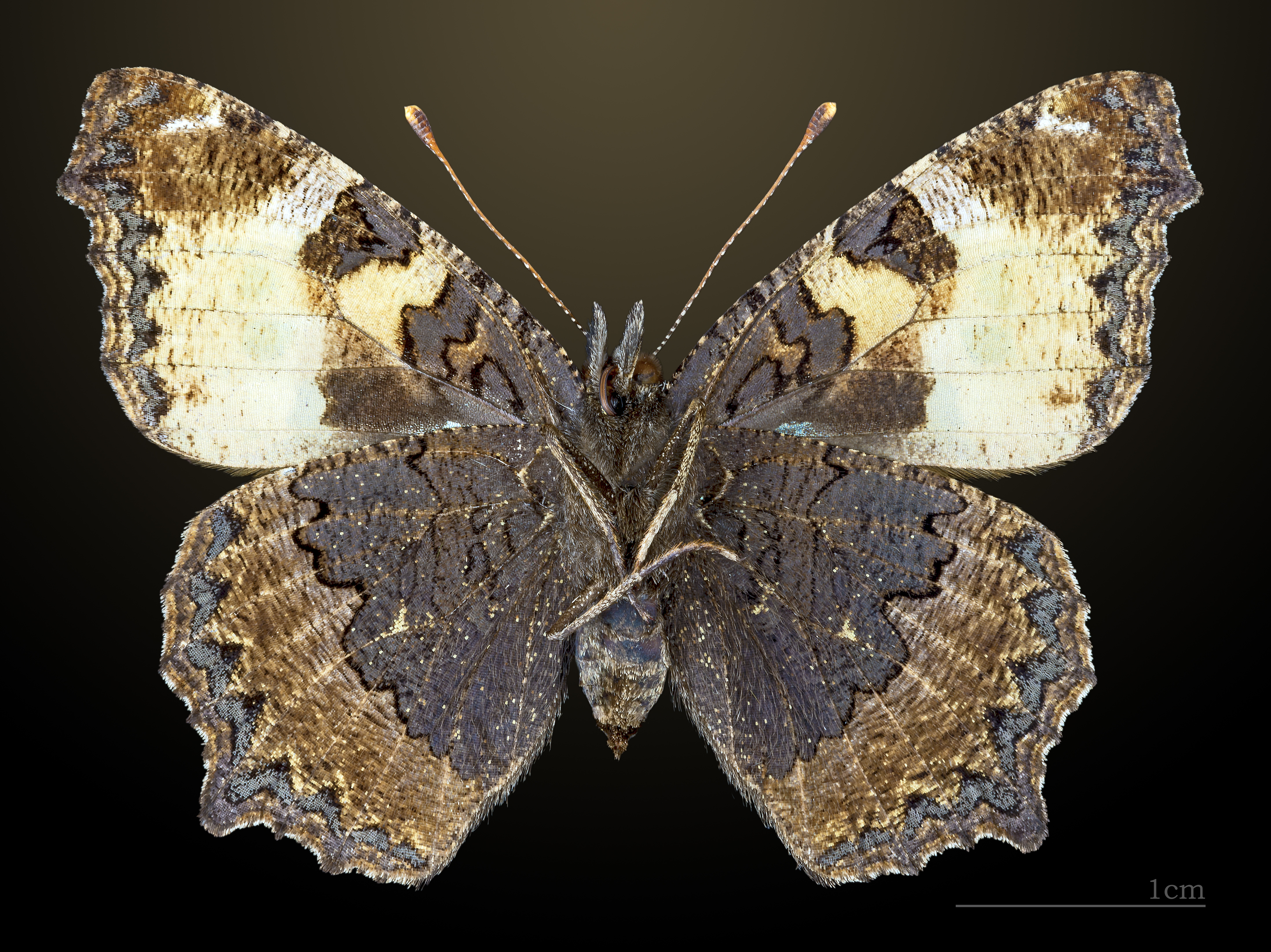
△ Aglais urticae

夏に羽化した成虫はしばらく高所で生活するが、秋ごろ越冬地を求め、ときには大群となって下山する。そのまま成虫で越冬し、翌年の春に山上に戻って産卵する。幼虫の食草はホソバイラクサ・ムカゴイラクサなど（イラクサ科）。葉の裏に多数かためて産みつける。

## 分布
北海道、本州の日本アルプスおよびその周辺。両者で斑紋に多少差異がある。本州では標高1500メートル程度の山地、北海道では低山でも見られる。
ユーラシア大陸と陸続きであった時代は気候が現在より冷涼で、本種の分布地も国内から大陸まで連続していた。温暖化と海峡成立により列島内に個体が取り残され、それらが冷涼地を求め高所に逃れることで現在のような高山蝶となった。本種に限らず、日本で高山蝶と呼ばれる種はみなこういった経緯をもつ。